# Hermes Fontes
Hermes Floro Bartolomeu Martins de Araújo Fontes (Boquim, 28 de agosto de 1888 – Rio de Janeiro, 26 de dezembro de 1930) foi um compositor e poeta brasileiro.

## Vida
Nascido em Boquim filho de Francisco Martins Fontes e Maria de Araújo Fontes, camponeses de origem simples. Desde moço foi considerado garoto prodígio e aos 13 anos já se registra, no jornal O Fluminense, o seu poema "Niterói" denotando a sua precocidade na poesia.
Em 1904 funda o jornal Estréia, com Júlio Surkhow e Armando Mota, na cidade do Rio de Janeiro. Bacharel em direito em 1911, não exerceu a profissão. De 1903 ao final da década de 1930 trabalhou com os jornais Rua do Ouvidor, Correio Paulistano, o Fluminense, Imparcial, Diário de Notícias e as revistas Fon-Fon!, Careta, Tribuna, Tagarela, entre outras. Trabalhou nos Correios e foi oficial de gabinete do ministro da Viação. Utilizava dos pseudônimos Léo-zito, Leléo, Léo-Fábio, P. Q. Nino, H. F., F. H., Rems, Rins e Roms.
Sua poesia tem características simbolistas, parnasianas e pré-modernas. Um de seus poemas mais relevantes, "Pouco acima daquela alvíssima coluna...", comumente chamam de "A Taça" devido ao formato visual que remete a uma taça sendo um dos primeiros registros modernos de poesia visual, e, talvez, o primeiro que se baseia completamente na métrica, ou seja, sem auxílios tipográficos e respeitando o ritmo poético. A temática suicídio se torna recorrente em sua obra ao menos desde 1904 com o soneto "Desilusões" e, especialmente, no poema "Superstição - H. F." qual associa suas iniciais com uma escada que leva à forca.
No campo da música, compôs a letra das músicas "Luar de Paquetá" e "À Beira-Mar" com música de Freire Junior - gravadas por Vicente Celestino e Orlando Silva, "Lucíola" com Lúcio Barbado, "Constelação" com Cupertino de Menezes e "Solidão" com música própria.
Atua também como caricaturista do jornal O Bibliógrafo, Tagarella e Brasil Moderno.
Suicidou-se com um tiro na cabeça em sua casa, em Ipanema, dias depois de confessar aos amigos que estava amargurado com as situações em que se envolvera por apoiar a Revolução de 1930.

## Obras
- Apoteoses (1908)
- Gênese (1913);
- Ciclo da Perfeição (1914);
- Juízos Efêmeros (Crítica) (1916);
- Miragem do Deserto (1917);
- Epopeia da Vida (1917);
- Microcosmo (1919);
- O Despertar (1922);
- A Lâmpada Velada (1922); e
- A Fonte da Mata... (1930).

## Atividades literárias ou culturais
- 1903/1930c. - Rio de Janeiro RJ - Colaborador dos jornais Fluminense, Rua do Ouvidor, Imparcial, Folha do Dia, Correio Paulistano, Diário de Notícias; e das revistas Careta, Fon-Fon!, Tribuna, Tagarela, Atlântida, Brasil-Revista, Revista das Revistas, América Latina, Revista Souza Cruz. Caricaturista do jornal O Bibliógrafo.
- 1904 - Rio de Janeiro RJ - Fundador do jornal Estreia, com Júlio Surkhow e Armando Mota.
- 1916 - Rio de Janeiro RJ - Publicação do livro Juízos Efêmeros (Ed. F. Alves)